# Panshi

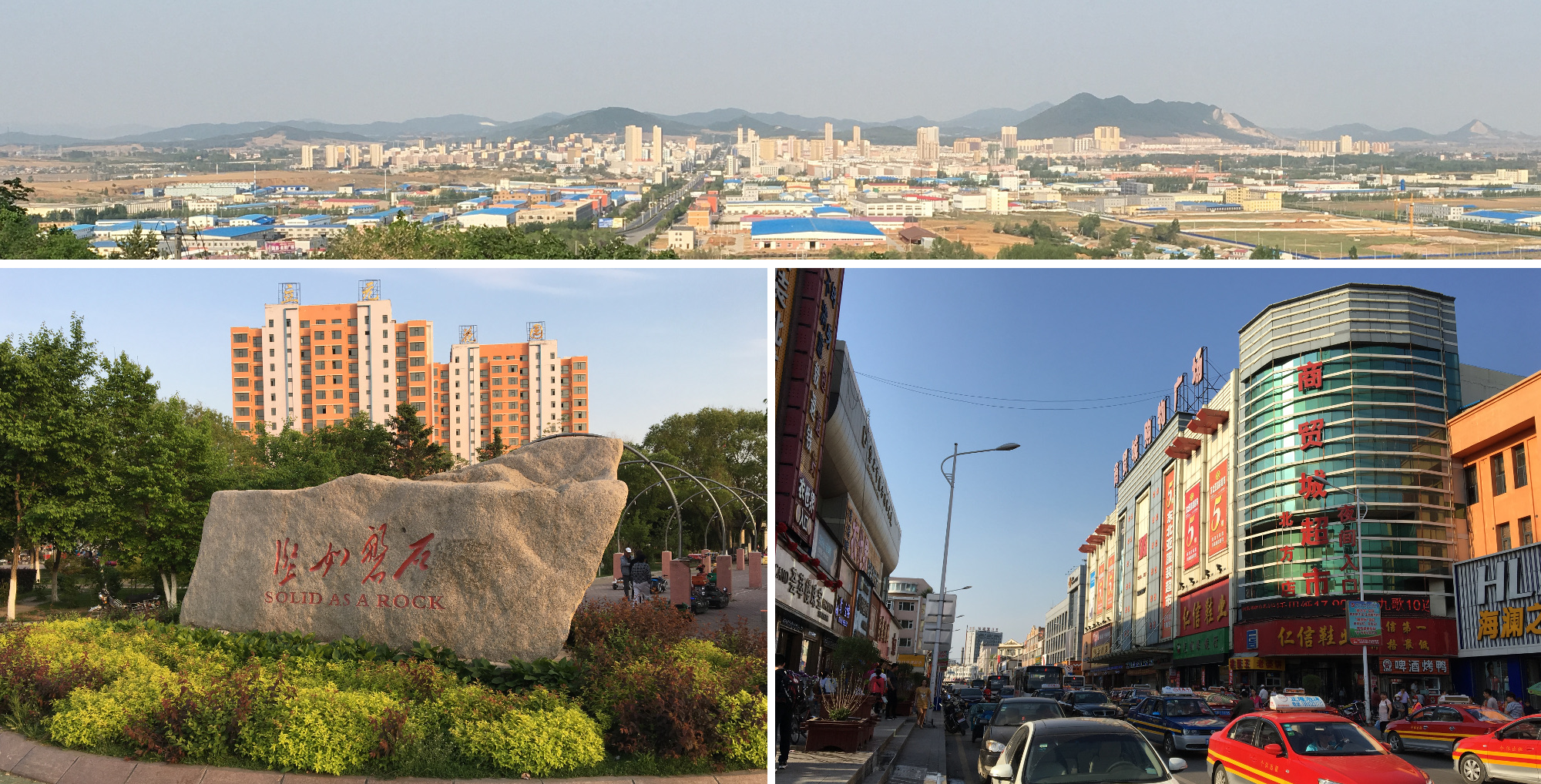
Panshi (Bildmontage)

Panshi (磐石市,  Pánshí Shì) ist eine kreisfreie Stadt im Verwaltungsgebiet der bezirksfreien Stadt Jilin in der nordostchinesischen Provinz Jilin. Sie hat eine Fläche von 3.960 km² und 505.779 Einwohner (Stand: Zensus 2010).

## Administrative Gliederung
Auf Gemeindeebene setzt sich Panshi aus drei Straßenvierteln, 13 Großgemeinden, einer Gemeinde und einer Wirtschaftsentwicklungszone zusammen. Diese sind:
| Straßenviertel Dongning (东宁街道), Sitz der Stadtregierung; Straßenviertel Fu’an (福安街道); Straßenviertel Henan (河南街道); Großgemeinde Chaoyangshan (朝阳山镇); Großgemeinde Futai (富太镇); Großgemeinde Heishi (黑石镇); Großgemeinde Hongqiling (红旗岭镇); Großgemeinde Hulan (呼兰镇); Großgemeinde Jichang (吉昌镇); | Großgemeinde Mingcheng (明城镇); Großgemeinde Niuxin (牛心镇); Großgemeinde Quchaihe (取柴河镇); Großgemeinde Shizui (石嘴镇); Großgemeinde Songshan (松山镇); Großgemeinde Yantongshan (烟筒山镇); Großgemeinde Yima (驿马镇); Gemeinde Baoshan (宝山乡); Wirtschaftsentwicklungszone Panshi (磐石经济开发区). |

## Persönlichkeiten
- Du Qinglin (* 1946), Politiker